# 모빌 미스틱스
| 모빌 미스틱스 | |
| 콘퍼런스      | 남부 콘퍼런스 (1997년~2002년)                                                                             |
| 디비전        | 사우스 디비전 (1995년~1997년) 사우스웨스트 디비전 (1997년~2002년)                                         |
| 설립연도      | 1995년 |
| 해체연도      | 2002년 |
| 역사          | 모빌 미스틱스 (1995년~2002년) 그위닛 글래디에이터스 (2003년~2015년) 애틀랜타 글래디에이터스 (2015년~현재) |
| 경기장        | 모빌 시빅 센터                                                                                            |
| 연고지        | 앨라배마주 모빌                                                                                           |
| 상징색        | 보라, 금, 초록                                                                                            |
| 구단주        | |
| 단장          | |
| 감독          | |
| NHL 제휴      | |
| AHL 제휴      | |
| 정규시즌 우승 | |
| 콘퍼런스 우승 | |
| 디비전 우승   | |
| 켈리 컵       | |
| 영구 결번     | |

모빌 미스틱스(Mobile Mysticks)는 미국 앨라배마주 모빌을 연고지로 하는 1995년부터 2002년까지 ECHL 소속되었던 아이스 하키팀이다.
2003년 연고지를 조지아주 덜루스 (그위닛 글래디에이터스)로 이전했다.

## 역대 홈경기장
| 경기장         | 사용기간      | 수용인원 | 장소            | 비고 |
| -------------- | ------------- | -------- | --------------- | ---- |
| 모빌 미스틱스  |               |          |                 |      |
| 모빌 시빅 센터 | 1995년~2002년 | 10,112명 | 앨라배마주 모빌 | 빈칸 |